# Brad Dalgarno
Brad Dalgarno (ur. 11 sierpnia 1967 w Vancouver w Kanadzie) – kanadyjski były zawodowy hokeista na lodzie.

## Kariera zawodnicza
W latach 1985–1996 występował w lidze NHL na pozycji prawoskrzydłowego. Wybrany z numerem (6) w pierwszej rundzie draftu NHL w 1985 roku przez New York Islanders, w której to drużynie spędził całą karierę zawodniczą NHL.
W sezonach zasadniczych NHL rozegrał łącznie 321 spotkań, w których strzelił 49 bramek oraz zaliczył 71 asyst. W klasyfikacji kanadyjskiej zdobył więc razem 120 punktów. 332 minuty spędził na ławce kar. W play-offach NHL brał udział 4-krotnie. Rozegrał w nich łącznie 27 spotkań, w których strzelił 2 bramki oraz zaliczył 4 asysty, co w klasyfikacji kanadyjskiej daje razem 6 punktów. 37 minut spędził na ławce kar.